# Curt Roesebeck

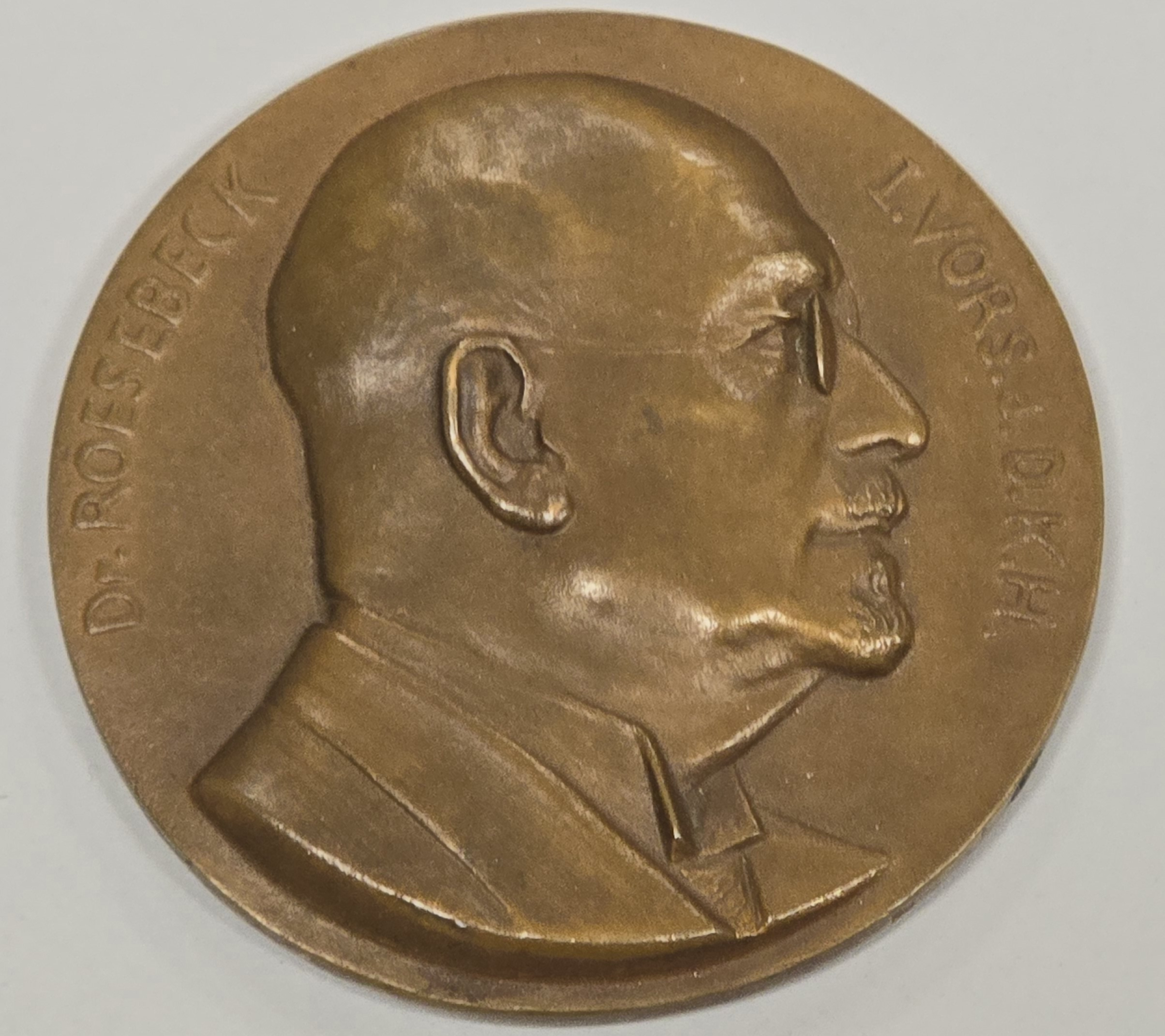
Medaille mit dem Porträt Roesebecks 1931;
von Fritz Diller zum 25. Jubiläum des Vereins Deutsches Kartell für Hundewesen

Curt Roesebeck oder Kurt Roesebeck (geboren 22. Februar 1871 in Moringen; gestorben 1. Februar 1947 in Hannover) war ein deutscher Urologe, erster ärztlicher Leiter des Krankenhauses Siloah sowie als Kynologe geehrter Haushunde-Forscher insbesondere zum Deutschen Schäferhund.

## Leben
Curt Roesebeck studierte an der Universität Göttingen und wurde dort 1894 promoviert. 
Im Jahr 1900 übernahm er als einer der ersten Fachärzte seiner Disziplin in Deutschland – die Deutsche Gesellschaft für Urologie (DGU) wurde erst 1906 gegründet – die Stelle als Facharzt für Urologie in dem erst wenige Jahre zuvor errichteten Krankenhaus Siloah an.
In seiner beruflich-medizinischen Laufbahn wurde Roesebeck 1913 zum ärztlichen Direktor des im selben Jahr in eine städtische Einrichtung der damaligen Industriestadt Linden umgewandelten Krankenhauses Siloah ernannt. Ähnlich wie seinerzeit die beigeordneten Assistenzärzte bewohnte auch Roesebeck – auch nach seiner Ernennung zum Sanitätsrat – während seiner gesamten Arbeitsjahre bis 1936 eine Dienstwohnung „in Siloah“ mit seiner Ehefrau und seinen Kindern.

## Kynologe
1906 nahm Roesebeck als Repräsentant für den Verein für Deutsche Schäferhunde von 1899 an einer Zusammenkunft mit sieben weiteren namhaften Vertretern von Hunde-zuchtbuchführenden Vereinen in Frankfurt am Main teil, die gemeinsam das „Kartell der stammbuchführenden Spezialklubs für Jagd- und Nutzhunde“ gründeten. Nachdem der 1. Kartelltag für den 26. Mai 1907 in Hannover organisiert worden war, wurde Roesebeck am 4. November 1911 als Nachfolger des verstorbenen Kartellgründers, des Kynologen Baron Albert de Gingins, zum Ersten Vorsitzenden des in einen Vorstand umgewandelten Führungsgremium des Kartells gewählt, aus dem der spätere Verband für das Deutsche Hundewesen (VDH) hervorging.
Zum 25. Gründungsjubiläum des von Roesebeck geführten, nunmehr Deutsches Kartell für Hundewesen (DKH e.V.) benannten Verbandes erschien 1931 eine Medaille mit einer Büste beziehungsweise eine von dem Medailleur Fritz Diller gestaltete Porträtansicht als Relief mit der zweiteilig umlaufenden Inschrift „Dr. Roesebeck“ und „1. Vors. d. D.K.H“ sowie der Zahl „25“ im Lorbeerkranz auf dem Revers.
Roesebeck trat zum 1. April 1933 der NSDAP bei (Mitgliedsnummer 1.755.649). Mit dem im selben Jahr gegründeten Einheitsverband Reichsverband für das Deutsche Hundewesen (RDH) mit Hans Glockner an der Spitze musste Roesebeck vom Vorstand des unterdessen in Deutsches Kartell für Hundewesen (DKH) umbenannten Verbandes zurücktreten, übernahm aber zugleich das Amt als Vertreter und Berater Glockners.
Mitten im Zweiten Weltkrieg wurde „dem Sanitätsrat Dr. Roesebeck in Hannover in Würdigung seiner großen Verdienste als Kynologe“ 1941 die Ehrenbürgerschaft der Tierärztlichen Hochschule Hannover verliehen.
Roesebeck, der auch im Ruhestand als Hauptschriftleiter der Zeitung der Fachschaft für Deutsche Schäferhunde tätig war, bewohnte während des Krieges das Haus Fuchsrain 19 im hannoverschen Stadtteil Buchholz ebenso wie die Stenotypistin Erika Roesebeck. Er starb am 1. Februar 1947 in „‚seinem‘ Krankenhaus“ Siloah. Noch im selben Jahr widmete eine Rassehunde-Ausstellung dem Verstorbenen und einem seiner Kollegen die „Dr. Roesebeck und Fritz Schaeller Gedächtnis-Ausstellung“ 1947 in Stuttgart mit dem Bild eines Schäferhundes auf dem Deckblatt der vom Ortsverband Stuttgart für Rassehunde herausgegebenen Begleitschrift.

## Roesebeckstraße
1977 wurde ein Teil der Hengstmannstraße im hannoverschen Stadtteil Linden-Süd zu Ehren Roesebecks und seiner Verdienste in Roesebeckstraße umbenannt.

## Schriften
- Ein Fall von perniciöser Anaemie mit schwerer Erkrankung des Rückenmarkes. Dietrich Göttingen 1894 (= Dissertation).
- Max von Stephanitz (Verf.), Kurt Roesebeck (Bearb.): Die Fachschaft für deutsche Schäferhunde. Ihr Ziel und ihre Verfassung. Teil 1, 36. Auflage, Fachschaft für deutsche Schäferhunde, Berlin 1937.
- Der deutsche Schäferhund (= Freund Hund. Band. 4), Meißners Verlag, Hamburg 1938.

## Archivalien
Archivalien von und über Curt Roesebeck finden sich beispielsweise
- im Stadtarchiv Hannover, Personalakte Dr. Curt Roesebeck[3]